# جغرافیای گیاهی

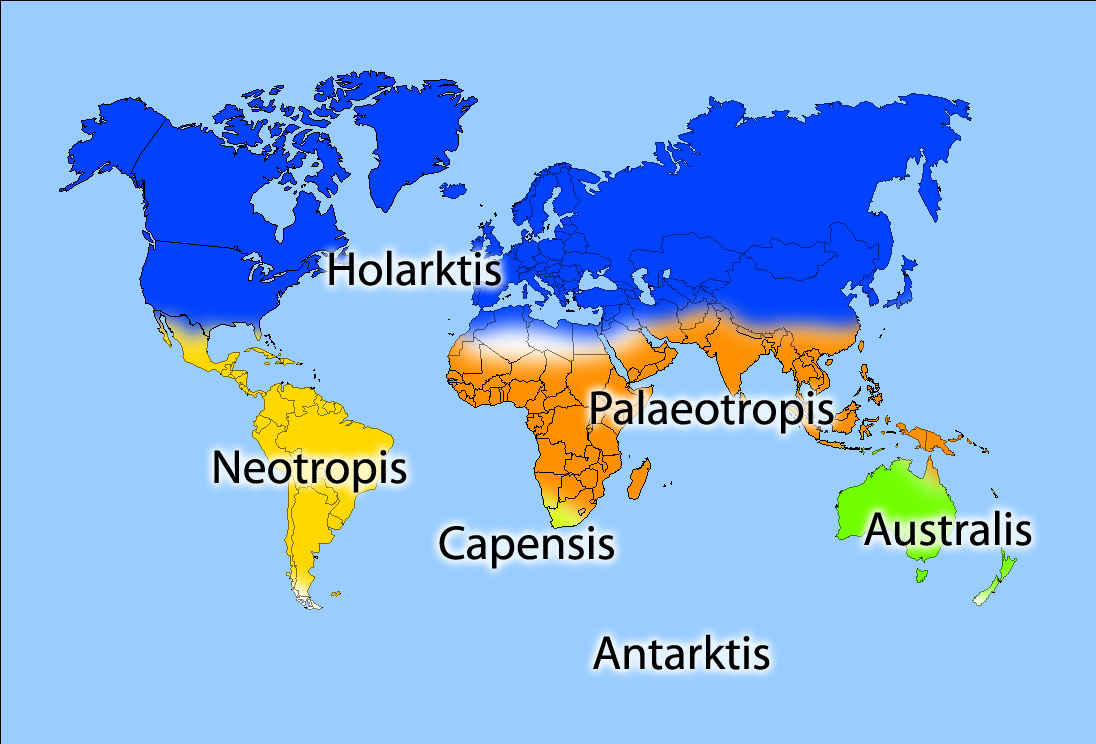
پادشاهی گل‌شناسی گود (۱۹۴۷).

جغرافیای گیاهی (از یونانی φυτόν، phytón = «گیاه» و γεωγραφία، geographía = «جغرافیا» به معنی پراکندگی) یا جغرافیای گیاهی، شاخه‌ای از جغرافیای زیستی است که به پراکندگی جغرافیایی گونههای گیاهی و تأثیر آنها بر سطح زمین می‌پردازد. جغرافیای گیاهی به همه جنبه‌های پراکندگی گیاهی مربوط می‌شود، از کنترل‌ها روی پراکنش گستره گونه‌های فردی (در مقیاس بزرگ و کوچک، پراکندگی گونهها را ببینید) تا عواملی که بر ترکیب کل جوامع و گیاگان حاکم هستند. در مقابل، جغرافیای گیاهی بر تأثیر فضای جغرافیایی بر گیاهان تمرکز دارد.

## زمینه‌ها
جغرافیای گیاهی بخشی از یک علم عمومی‌تر است که به نام جغرافیای زیستی شناخته می‌شود. جغرافیای گیاهی به الگوها و فرایند در پراکندگی گیاهان توجه دارند. بسیاری از پرسش‌های اصلی و انواع رویکردهای اتخاذشده برای پاسخ به چنین سؤالاتی، بین متخصصان گیاه‌شناسی و زمین‌شناسان مشترک است.
جغرافیای گیاهی در معنای گسترده‌تر (یا ژئوبوتانی، در ادبیات آلمانی) به ترتیب شامل چهار زمینه با جنبه متمرکز، محیط، گیاگان (گونه)، پوشش گیاهی (جامعه گیاهی) و منشأ می‌شود.